# Staffan de Mistura
Staffan de Mistura, né le 25 janvier 1947 à Stockholm, est un diplomate italo-suédois, fonctionnaire des Nations unies et ancien membre du gouvernement italien.
Après une carrière de 40 ans dans divers organismes des Nations unies, il a été nommé sous-secrétaire d'État aux Affaires étrangères puis ministre adjoint des Affaires étrangères au sein du cabinet italien dirigé par Mario Monti. En 2013, il a été directeur des opérations à la Villa San Michele, située à Anacapri. De 2014 à 2019, il a été Envoyé spécial des Nations unies pour la Syrie.
Parmi les postes précédents de Staffan De Mistura à l'ONU figurent notamment celui de Représentant spécial du Secrétaire général des Nations unies en Irak (2007-2009) et en Afghanistan (2010-2011), Représentant personnel du Secrétaire général pour le Sud-Liban (2001-2004) et Directeur du Centre d'information des Nations unies à Rome (2000-2001). Ses missions l'ont notamment conduit à se rendre en Afghanistan, en Iraq, au Rwanda, en Somalie, au Soudan ou encore en ex-Yougoslavie. À la tête de près d'une trentaine de missions des Nations unies (ONU), Staffan de Mistura a encouragé le dialogue politique, dirigé les efforts d'assistance humanitaire, de développement, de reconstruction ou encore encadré la supervision d'élections. 
Depuis septembre 2019, Staffan de Mistura est Professeur à la Paris School of International Affairs (PSIA) de Sciences Po Paris et il est Senior Visiting Fellow au Jackson Institute for Global Affairs de l'Université de Yale.
Après plusieurs candidatures, Staffan de Mistura est nommé comme envoyé spécial du secrétaire général de l'ONU afin de trouver un consensus sur le conflit du Sahara occidental.

## Carrière

### Années 1970 - 1990
Staffan de Mistura a commencé sa carrière à l'ONU en tant que responsable de projet au sein du Programme alimentaire mondial au Soudan en 1971. Il a ensuite occupé de nombreux postes, notamment celui de Coordonnateur humanitaire des Nations unies pour l'Iraq de mars à août 1997. Auparavant, il a été Directeur des affaires publiques au Fonds des Nations unies pour l'enfance (UNICEF) et Représentant de l'UNICEF en Somalie. Il a par la suite été Directeur des opérations du Programme alimentaire mondial au Soudan en 1987 ; Directeur de la collecte de fonds et des relations extérieures au Bureau du Coordonnateur des Nations unies pour l'Afghanistan de 1988 à 1991 ; et Chef de cabinet adjoint à l’Organisation des Nations unies pour l’alimentation et l’agriculture (FAO) de 1976 à 1985. En outre, il a été affecté à des missions humanitaires spéciales à Dubrovnik, Sarajevo, au Soudan, en Éthiopie, au Viêt Nam et en République démocratique populaire lao. 
En 1999, M. de Mistura est devenu membre du Groupe du Conseil de sécurité sur les questions humanitaires en Iraq, et d'avril à juin de la même année, il a été conseiller spécial du Haut-Commissaire aux réfugiés sur la crise du Kosovo avant d'être nommé Administrateur régional de Mitrovica au Kosovo. 

### Années 1970 - aujourd'hui
En juin 2000, il a été Rapporteur spécial lors du Forum de Fribourg sur la coopération et la coordination régionales en matière de gestion des crises pour l'Europe et les nouveaux États indépendants.
De 2001 à 2004, Staffan de Mistura a été Représentant personnel du Secrétaire général Kofi Annan au Sud-Liban. Puis, de 2007 à 2009, il est nommé Représentant Spécial du Secrétaire général des Nations unies et Chef de la Mission d'assistance des Nations Unies en Iraq (MANUI). En juillet 2009, Staffan de Mistura a quitté l'Iraq pour devenir Directeur exécutif adjoint du Programme alimentaire mondial (PAM) à Rome, poste qu'il a occupé jusqu'en février 2010. 
En 2010, le Secrétaire général de l'ONU, Ban Ki-moon, a annoncé la nomination de Staffan de Mistura, comme son Représentant spécial et Chef de la Mission d'assistance des Nations Unies en Afghanistan (MANUA), succédant ainsi à Kai Eide de Norvège, qui a achevé sa mission le 28 février 2010.
Le 28 novembre 2011, Staffan de Mistura a été nommé Sous-secrétaire aux Affaires étrangères, au sein du gouvernement italien dirigé par Mario Monti, avant de devenir Vice-ministre italien des Affaires étrangères en mars 2013.

### Envoyé spécial des Nations unies en Syrie
En juillet 2014, le Secrétaire général de l’ONU, Ban Ki-moon, a annoncé avoir nommé Staffan de Mistura nouvel envoyé spécial chargé de la recherche d'une résolution pacifique au conflit en cours en Syrie. 
En octobre 2016, Staffan de Mistura propose de se rendre à Alep et d'escorter personnellement hors de la ville les djihadistes du Front Fatah al-Cham — ex-Front al-Nosra —, dont les effectifs sont estimés par l'ONU à 900 hommes sur 8 000 rebelles, pour faire cesser les bombardements continus qui sévissent dans les quartiers d'Alep-Est, où se trouvaient plus de 200 000 civils. Il ajoute que sinon, Alep serait complètement détruite dans les deux mois et des milliers de civils seraient tués,. La proposition est soutenue par la Russie, mais le Front Fatah al-Cham refuse.
Staffan de Mistura annonce le 17 octobre 2018 qu'il quitte à partir de fin novembre ses fonctions d'émissaire de l'ONU pour la Syrie, « pour des raisons personnelles ».
Selon Anthony Samrani, journaliste de L'Orient-Le Jour : « Jusqu’au bout, le diplomate italo-suédois s’est accroché à l’idée qu’il pouvait obtenir des concessions du régime syrien en le caressant dans le sens du poil. Et jusqu’au bout il est revenu les mains vides de Damas, malgré sa volonté de ne pas aborder les sujets les plus délicats. [...] Staffan de Mistura se voulait réaliste pour parvenir à remplir sa mission. Il fallait, selon lui, prendre en compte le changement des rapports de force sur le terrain. [...] Moins d’un an après sa nomination, Staffan de Mistura a voulu tendre la main au régime en déclarant, en février 2015, qu’« Assad fait partie de la solution ». Cette approche s’est avérée être une double erreur stratégique : non seulement, il a perdu la confiance de l’opposition syrienne, mais en plus il n’a rien obtenu en contrepartie de la part des loyalistes. [...] Comment l’ONU peut-elle relancer le processus de paix en sortant du piège qui l’oblige par réalisme à négocier avec un régime qui, même dans ses moments les plus difficiles, a toujours refusé de lâcher, ne serait-ce que des miettes, à son opposition ? La mission de Staffan de Mistura était, dès le départ, impossible ».
Lors de son dernier briefing devant le Conseil de sécurité, le 20 décembre 2018, Staffan de Mistura a souligné les multiples tentatives qui ont été engagées au cours de son mandat afin de faire avancer le processus politique. Il a affirmé "je crois que nous avons fait une différence - mais pas assez", tout en précisant que le travail entrepris par l'ONU "ne remplace pas les efforts réels des pays influents pour se parler et travailler de manière constructive". 
Staffan de Mistura a déclaré que des vies ont été sauvées par le biais de cessez-le-feu et de désescalades, que des progrès ont été accomplis en matière d'accès humanitaire et que la participation des femmes syriennes à la recherche d'un règlement pacifique à la crise a été fortement encouragée, avant d'ajouter "nous avons presque terminé le travail de mise en place d'un comité constitutionnel chargé de rédiger une réforme constitutionnelle [...] mais il reste encore beaucoup à faire". Il a souligné "regretter profondément ce qui n'a pas été fait" et a considéré que "le Conseil de sécurité devrait également partager ce regret".
Au cours de cette dernière allocution, Staffan de Mistura a informé le Conseil de sécurité des défis restant à relever et il a une nouvelle fois exhorté le Conseil à rester uni pour maintenir les efforts des Nations unies et à soutenir son successeur, le norvégien Geir Pedersen, dans sa mission: "Nous avons besoin d'un sens renouvelé de l'objectif commun et d'une action concertée au sein de ce Conseil si 2019 doit être le véritable tournant pour la Syrie", concluant son discours de la manière suivante : "C'est ce Conseil - et ce Conseil seul - qui est responsable du maintien de la paix et de la sécurité internationales".

## Décorations
- Chevalier grand-croix de l'ordre du Mérite de la République italienne‎ (2014)
- Commandeur de la Légion d'honneur (2012)
- Grand officier de l'ordre du Mérite de la République italienne‎ (2007)
- Commandeur de l'ordre du Mérite de la République italienne‎ (2004)

## Distinctions

### Prix et récompenses
- 2017 : Médaille du Prince Charles[20].
- 2016 : Médaille d'honneur Dag Hammarskjöld[21].
- 2016 : Honorary Polish Prize of Sérgio Vieira de Mello[22].
- 2016 : Prix International Swede of the Year[23].
- 1991 : Premio Airone d'oro pour la protection de la nature et des droits de l'Homme[24].

### Docteur Honoris causa
- Docteur honoris causa de l'Université John Cabot (2021)[25]
- Docteur honoris causa de l'Université catholique de Louvain (2013)[26]
- Docteur honoris causa de l'Université de Turin (2007)[27]

## Autres activités
- Conseiller du président de l'organisation Peace and Sport (depuis 2021)
- Membre du conseil d'administration d'Interpeace (depuis 2019)[28]
- Membre du comité stratégique et professeur associé à Sciences Po Paris School of International Affairs (PSIA), (depuis 2019)[29]
- Senior Visiting Fellow au Jackson Institute for Global Affairs de l'Université de Yale (2019)
- Joseph S. Nye Jr. International Affairs Lecturer à la Woodrow Wilson School de l'Université de Princeton (2019)
- Président du conseil des gouverneurs de l'European Institute of Peace (2014-2016)[30]
- Professeur invité à la Luiss University, Rome (2000)

## Vie privée
Citoyen italien et suédois, Staffan de Mistura détient le titre italien de marquis et parle suédois, italien, anglais, français, allemand, espagnol et arabe (littéral). Il est marié et a deux filles d'une précédente union.